# Болькен (Золотурн)
Болькен (нім. Bolken) — громада  в Швейцарії в кантоні Золотурн, округ Вассерамт.

## Географія
Громада розташована на відстані близько 32 км на північний схід від Берна, 10 км на схід від Золотурна.
Болькен має площу 2,1 км², з яких на 11,7% дозволяється будівництво (житлове та будівництво доріг), 64,8% використовуються в сільськогосподарських цілях, 21,6% зайнято лісами, 1,9% не є продуктивними (річки, льодовики або гори).

## Демографія
2019 року в громаді мешкало 595 осіб (+9,8% порівняно з 2010 роком), іноземців було 5%. Густота населення становила 281 осіб/км².
За віковим діапазоном населення розподілялося таким чином: 23% — особи молодші 20 років, 62,5% — особи у віці 20—64 років, 14,5% — особи у віці 65 років та старші. Було 234 помешкань (у середньому 2,5 особи в помешканні).